# 谢里登湖 (科罗拉多州)
谢里登湖（英語：Sheridan Lake），是美国科罗拉多州凯厄瓦县下属的一座城市。建市于1951年6月11日，面积大约为0.317平方英里（0.821平方公里）。根据2010年美国人口普查，该市有人口88人。2011年估计该市有人口90人，相比2010年人口增长率为2.27%。同时，论人口该市是科罗拉多州第259大城市。